# 姜晓亭
姜晓亭（1956年—），山东乳山人，汉族，中华人民共和国政治人物、第十一届全国人民代表大会四川地区代表。
毕业于西南师范学院政教专业，是中共党员。担任四川省乐山市委书记。2008年起担任全国人大代表。